# Reprezentacja Izraela na Mistrzostwach Świata w Narciarstwie Klasycznym 2005
Reprezentacja Izraela na Mistrzostwach Świata w Narciarstwie Klasycznym 2005 liczyła troje zawodników - dwóch mężczyzn i jedną kobietę. Wszyscy startowali w konkurencjach biegowych.
Najlepszym osiągniętym miejscem izraelskiego zawodnika była 52. pozycja Daniela Kuzmina w biegu mężczyzn na 50 kilometrów techniką klasyczną.

## Medale

### Złote medale
- brak

### Srebrne medale
- brak

### Brązowe medale
- brak

## Wyniki

### Biegi narciarskie

#### Mężczyźni
Sprint
- Daniel Kuzmin - 69. miejsce

15 km stylem dowolnym
- Daniel Kuzmin - 99. miejsce
- Vladimir Tupitzyn - 101. miejsce

Bieg pościgowy 2x15 km
- Vladimir Tupitzyn - nie ukończył

50 km stylem klasycznym
- Daniel Kuzmin - 52. miejsce
- Vladimir Tupitzyn - nie ukończył

#### Kobiety
Sprint
- Katrina Kuzmina - 70. miejsce

10 km stylem dowolnym
- Katrina Kuzmina - 71. miejsce

30 km stylem klasycznym
- Katrina Kuzmina - nie ukończyła